# Yago Vázquez
Yago Vázquez (* 21. August 1984 in Vigo) ist ein spanischer Jazzmusiker (Piano, Komposition).

## Leben und Wirken
Vázquez studierte am Musikkonservatorium in Vigo und am Jazz-Seminar in Pontevedra bei Abe Rabade und Paco Charlín; 2008 zog er nach New York City und setzte seine Studien an The New School fort (Abschluss 2010 mit Auszeichnung). Seitdem arbeitete er in der amerikanischen Jazzszene u. a. mit Reggie Workman, Billy Harper, Jesse Davis, Gilad Hekselman, Joe Martin, David Schnitter, Jeff Hirshfield, Scott Lee, Charles Altura, Drew Gress, Jazzmeia Horn, Jamie Baum, Tobias Meinhart, Harish Raghavan und Ingrid Jensen. Unter eigenem Namen legte er das Album Chorale (Free Code Jazz Records 2011) vor, das er mit Logan Richardson, Aidan Carroll und Tommy Crane eingespielt hatte. 2015 folgte das Album Stream (Fresh Sound New Talent, mit Scott Lee, Jeff Hirshfield). Außerdem trat er in New Yorker Clubs wie im Blue Note, Smalls, Jazz at Lincoln Center und The Jazz Standard auf. Im Bereich des Jazz war Vázquez zwischen 2009 und 2016 an fünf Aufnahmesessions beteiligt.

## Diskographische Hinweise
- Rodrigo Recabarren/Pablo Menares/Yago Vázquez: Desde la lluvia (CHT, 2016)
- Rodrigo Recabarren/Pablo Menares/Yago Vázquez: Familia (Greenleaf Music, 2024)